# 拉耶 (伊勒-维莱讷省)
拉耶（法語：Laillé，法語發音：[laje]）是法国伊勒-维莱讷省的一个市镇，位于该省中南部，属于雷恩区和雷恩都会区，其市镇面积为32.04平方公里，2022年1月1日时人口数量为5154人。
拉耶是雷恩都会区的组成部分，是雷恩南郊的一个卫星城。

## 地名
该地以如下名称在历史文献里出现：Laliacensis（850年）、Lalleio（1240年）、L'Alleium（13世纪）、l'Alleio（1330年）、Lalleyum（1516年）。
该地在部分地图中的名称为“莱莱”，此名称为地图从Wikidata上抓取的中文维基早期机翻误译，而“拉耶”一名则符合法汉译音规则和法语地名译名习惯，且目前在中文维基社群中无异议。

## 行政
拉耶的邮政编码为35890，INSEE市镇编码为35139。

## 地理

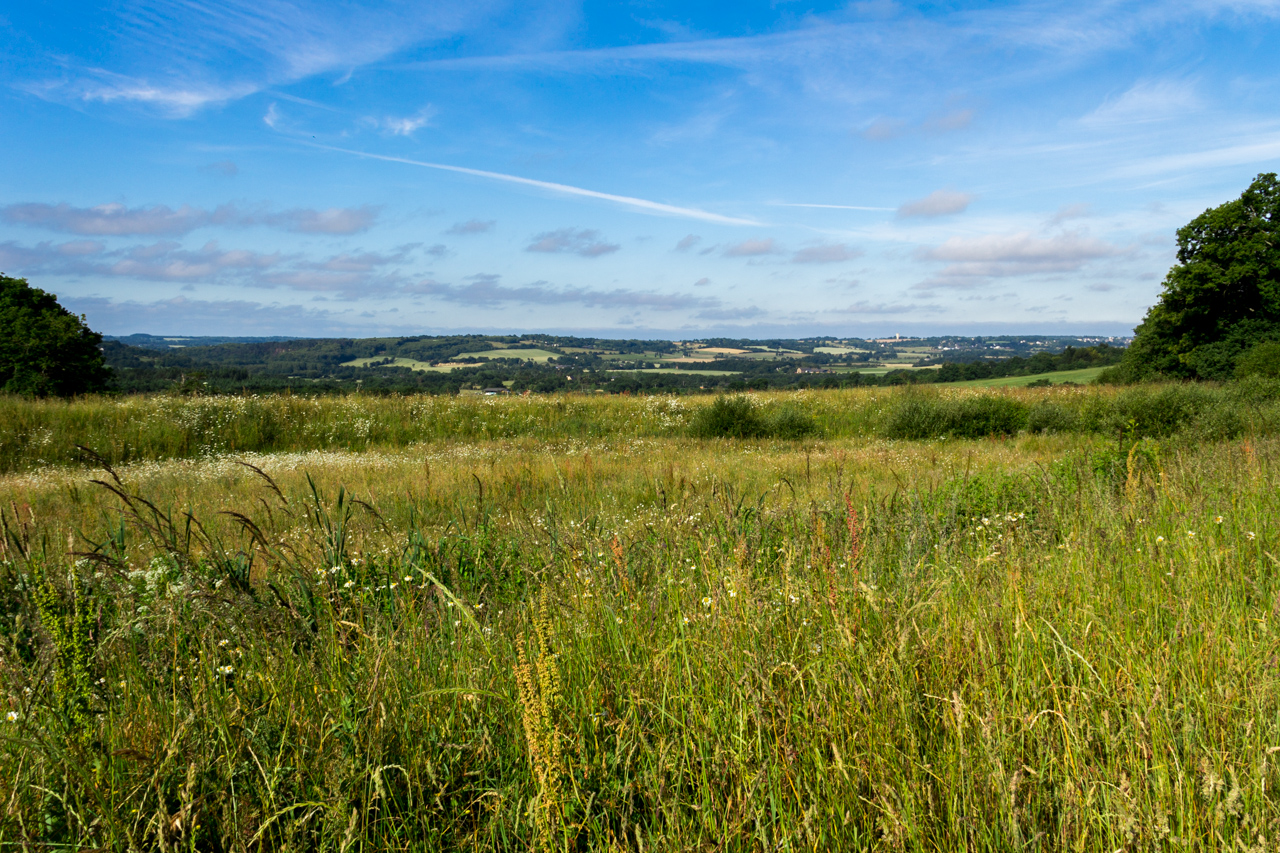
拉耶附近的田野

拉耶（47°58'40"N, 1°43'6"W）位于法国西北部，布列塔尼大区东部和伊勒-维莱讷省中南部，距离省会雷恩大约18公里。
与拉耶接壤的市镇包括：蓬佩昂、孔特堡、布吕兹、尚特卢、克勒万、吉尚、奥热尔。
拉耶境内以平原和浅丘为主，海拔在5至110米之间。
维莱讷河自北向南从市区西部过境。
按照柯本气候分类法，拉耶属于较为典型的温带海洋性气候，全年温差较小，降水分布均匀。

## 交通
法国国道N137线（连接雷恩和南特的快速公路）经过拉耶东部并设有一个出入口，伊勒-维莱讷省省道D39线、D41线和D77线在拉耶镇中心境内交汇。雷恩公交79路和80路经过拉耶境内并设有站点。

## 政治
现任拉耶市长为弗朗索瓦丝·卢阿普尔女士（Françoise Louapre），她是一名左翼无党派人士。

## 人口
| 年份   | 1936  | 1946  | 1954  | 1962  | 1968  | 1975  | 1982  | 1990  | 1999  | 2005  | 2010  | 2015  | 2018  |
| ------ | ----- | ----- | ----- | ----- | ----- | ----- | ----- | ----- | ----- | ----- | ----- | ----- | ----- |
| 人口數 | 1,346 | 1,363 | 1,330 | 1,267 | 1,336 | 1,497 | 2,411 | 2,973 | 3,558 | 4,292 | 4,348 | 5,117 | 5,069 |